# Ehime
Ehime (愛媛県 (Ái Viên huyện) Ehime-ken) là một tỉnh phía Tây Bắc của vùng đảo Shikoku, Nhật Bản. Tỉnh lỵ là thành phố Matsuyama. Ehime có đặc sản nổi tiếng là quýt.

## Địa lý
Ở hướng Bắc, Ehime giáp biển Seto Naikai. Ở phía Đông, giáp các tỉnh Kagawa và Tokushima. Phía Nam, giáp tỉnh Kochi. Địa hình của tình gồm vùng núi cao phía Đông Nam và bờ biển dài ở phía Bắc.

## Lịch sử
Xưa kia, trên địa bàn tỉnh Ehime là xứ Iyo.

## Hành chính
Ehime bao gồm 20 đơn vị hành chính cấp hạt, trong đó có 11 thành phố và 9 thị trấn, làng.
| Tên thành phố | Dân số  | Diện tích | Mật độ   | Ngày thành lập       | Trang chủ                                             |
| ------------- | ------- | --------- | -------- | -------------------- | ----------------------------------------------------- |
| Matsuyama     | 512.565 | 428.84    | 1.195,24 | 15 tháng 12 năm 1889 |                                                       |
| Niihama       | 124.330 | 234.30    | 530.64   | 3 tháng 11 năm 1937  |                                                       |
| Shikokuchūō   | 93.444  | 420.05    | 222.46   | 1 tháng 4 năm 2004   |                                                       |
| Seiyo         | 46.908  | 514.78    | 91.12    | 1 tháng 4 năm 2004   |                                                       |
| Tōon          | 35.080  | 211.45    | 165.90   | 21 tháng 9 năm 2004  |                                                       |
| Saijō         | 116.687 | 509.78    | 229.00   | 1 tháng 11 năm 2004  |                                                       |
| Ōzu           | 52.118  | 432.20    | 120.59   | 11 tháng 1 năm 2005  |                                                       |
| Imabari       | 173.985 | 419.56    | 414.68   | 16 tháng 1 năm 2005  |                                                       |
| Yawatahama    | 42.087  | 132.96    | 316.54   | 28 tháng 5 năm 2005  |                                                       |
| Iyo           | 40.608  | 194.47    | 208.81   | 1 tháng 4 năm 2005   | Lưu trữ ngày 14 tháng 12 năm 2006 tại Wayback Machine |
| Uwajima       | 92.418  | 469.48    | 196.85   | 1 tháng 8 năm 2005   |                                                       |

Làng và thị trấn:
| - Iyo Gun - Masaki - Tobe - Kamiukena Gun - Kumakōgen | - Kita Gun Uchiko - Kitauwa Gun Kihoku † Matsuno † - Minamiuwa Gun Ainan | - Nishiuwa Gun Ikata - Ochi Gun Kamijima |

† Dự kiến sẽ sáp nhập .

## Thể thao
Các đội thể thao được liệt kê dưới đây có trụ sở tại Ehime.

Bóng đá
- Ehime FC

Bóng chày
- Ehime Mandarin Pirates

## Du lịch
- Suối nước nóng